# Uwe Johnson
Uwe Johnson (*Cammin, Alemania, 20 de julio de 1934 - Sheerness on Sea, Inglaterra, 22 de febrero de 1984) fue uno de los escritores alemanes de la posguerra más reconocidos. Su obra se incluye dentro de la antinovela.

## Datos biográficos
Uwe Johnson nació en el pueblo de Cammin, en el Pomerania en 1934. Fue hijo de un agricultor mecklemburgués y de una mujer pomerana. Educado en una ambiente rural y modesto, hizo estudios de germanística en Rostock y Leipzig. Por razones políticas (ya adherido al Partido Comunista) no encontró trabajo alguno en la República Democrática Alemana.
A mediados de 1953 empezó a escribir su primera novela: Ingrid Babendererde, la cual fue rechazada por todas la editoriales y que solo sería publicada póstumamente en 1985.
En los siguientes años Johnson trabajaría (muy a su pesar) como traductor y editor, destacando sus traducciones al alemán de Herman Melville (Israel Potter: sus cincuenta años de exilio) y de John Knowles, publicadas en la década de 1960.
En 1959 publicaría (luego de mucho buscar editor) su novela Mutmassungen über Jakob (Conjeturas sobre Jakob) por la editorial Suhrkamp de Fráncfort, y ante el éxito de este libro en el mundo literario a razón de su estilo (Hans Magnus Enzensberger la calificó, años más tarde, como "la primera novela alemana después de la guerra"), decidiría quedarse en Berlín Occidental por los próximos 10 años, frecuentando al Gruppe 47 (Grupo 47), integrado por destacados escritores como Enzensberger, Paul Celan, Heinrich Böll, entre otros, al que tampoco se sentiría integrado del todo. Desde ese año perduraría su amistad con Günther Grass.
En 1961, publicaría su novela Das dritte Buch über Achim (El tercer libro sobre Ajim). Dicha obra (influenciada por William Faulkner y por la Nouveau roman) en la que claramente se expresa su preocupación sobre las diferencias entre las dos Alemanias, por lo que se le nombraría como "autor de la división alemana", título que le desagradaría. Ese mismo año haría su primer viaje a los Estados Unidos de América.
Juan Rulfo en su conferencia Situación actual de la novela contemporánea luego de describir a otros autores de la antinovela (de la que dice no gustar: "En lo particular, es decir, en lo personal, la antinovela me desagrada. Escribir antinovela es, precisamente, evitar toda acción del pensamiento; ver, simplemente, y explicar lo que se está viendo") dice sobre Uwe Johnson y sobre El tercer libro sobre Ajim lo siguiente:

Uwe Johnson, el más joven de los actuales escritores alemanes, es del mismo tipo que Grass, un poco cargado hacia la antinovela. Su obra se desarrolla en un velódromo: es la historia de unos corredores ciclistas y en toda la novela se está viendo cómo corren en el velódromo y el lector se pregunta: "¿a qué horas terminarán de correr?". Y termina el libro y creo que todavía siguen corriendo. Uwe Johnson no se arriesga a escribir otra obra; sin embargo, no obstante su pesadez, la poesía de Johnson al describir el mundo de las personas que están en el velódromo es muy interesante.
Toda la obra, 1992-1997, p. 405

En 1962, Johnson ganaría el Premio Internacional de Editores Formentor por su obra Das dritte Buch über Achim. También obtendría la beca Villa Massimo de Italia, por lo que residiría un tiempo en Roma.
Publicaría su libro Zwei Ansichten (Dos opiniones) en 1965, que trata sobre una pareja de enamorados oriundos del este y oeste. Así también publica su edición del Me-ti. Buch der Wendungen (Me-ti. Libro de las mutaciones) de Bertolt Brecht, libro de preceptos inspirado en el filósofo chino Me-Ti (siglo V a. C.).
En 1966 publicaría en Tokio el breve relato Berliner Stadtbahn (Una estación de metro berlinesa). Entre 1966 y 1968 residió en Nueva York colaborando con la editorial Harcourt, Brace & World. Durante esa estadía comienza a escribir su obra maestra: Jahrestage: Aus dem Leben von Gesine Cresspahl (Aniversario: Apuntes de la vida de Gesine Cresspahl). Además editaría el libro Das neue Fenster (La nueva ventana), instructivo para la enseñanza del idioma alemán dirigido a estudiantes estadounidenses.
En 1967 su apartamento en Berlín occidental sería tomado a la fuerza por la Kommune 1 (también conocida como K 1), comunidad liberal asociada al pensamiento socialista, al movimiento hippie y al amor libre, que veía a Johnson como a uno de sus gurús.
Regresaría a Berlín en 1969 donde sería nombrado miembro del Centro PEN de Alemania Occidental. Su obra Jahrestage, dividida en cuatro tomos, se empezaría a publicar por la editorial Suhrkamp en 1970. En ese libro, el personaje vive en Nueva York pero siempre está pensando en los lugares de Mecklemburgo, mientras va reflexionando sobre los hechos contemporáneos. Luego de publicado el tercer tomo, en 1973, Johnson sufriría un bloqueo creativo (además de problemas de salud), que no le permitirían escribir el cuarto tomo. Su editor Siegfried Unseld dice al respecto:

Recuerda Unseld el caso del novelista Uwe Johnson cuando sufrió una crisis tras la entrega del tercer tomo de su tetralogía. "No podía escribir, sufrió una inhibición total y tardó 10 años en entregar la cuarta parte". Durante ese período, la editorial sostuvo económicamente a Johnson, que recibía mensualmente el equivalente al sueldo de un profesor de instituto. En esta ocasión, la inversión resultó rentable. Johnson tuvo éxito con su última obra y, tras su muerte, la editorial Suhrkamp recibió en herencia el patrimonio del autor.
Tomado de El País, Madrid, 6 de Junio de 1985

En 1972, luego de haber sido miembro desde 1969, sería nombrado vicepresidente de la Academia de las Artes de Berlín, siendo presidente G. Grass. En 1974 fijaría su residencia en Sheerness-on-Sea en Inglaterra. A pesar de no ser años productivos, Johnson editaría algunas obras menores, y en 1975 publicaría ediciones a cuidado suyo de libros de Max Frisch y de Samuel Beckett. En 1977 fue nombrado miembro de la Academia Alemana de la Lengua y Poesía, del que se retiraría dos años después. En 1979 daría varias conferencias sobre poética en la Universidad Johann Wolfgang Goethe de Fráncfort del Meno.
En 1980 publicaría su novela Begleitumstände: Frankfurter Vorlesungen (Circunstancias adicionales: Discertaciones sobre Frankfurt). En 1982 edita Skizze eines Verunglückten (Apuntes de un accidentado). En 1983, al fin publicaría el cuarto y último tomo de su Jahrestage.
Uwe Johnson fallecería el 22 de febrero de 1984, siendo su cadáver recién descubierto en su residencia de Sheerness el 13 de marzo. Al momento de su muerte estaba trabajando en un libro titulado Heute Neunzig Jahr (Hoy, 90 años), inédito hasta 1996.
En su honor se ha organizado, desde 1994 a la actualidad, el Premio Uwe Johnson otorgado por la Sociedad Literaria de Mecklemburgo y el diario Nordkurier (Correo del Norte) de Neubrandenburg, premio dotado con la cantidad de 12.500 euros.
En el año 2000 su obra Jahrestage sería llevada a la televisión alemana en el formato de miniserie.

## Honores
- 1960: Premio Fontane, Berlín Occidental
- 1962: Premio Internacional de Editores Formentor - El Prix International de Littérature, Corfú
- 1962: Beca Villa Massino, Roma
- 1971: Premio George Büchner, Darmstadt
- 1975: Premio Wilhelm Raabe, Brunswick
- 1978: Premio Thomas Mann, Lübeck
- 1983: Premio de Literatura de la ciudad de Colonia, Colonia

## Obras de Uwe Johnson

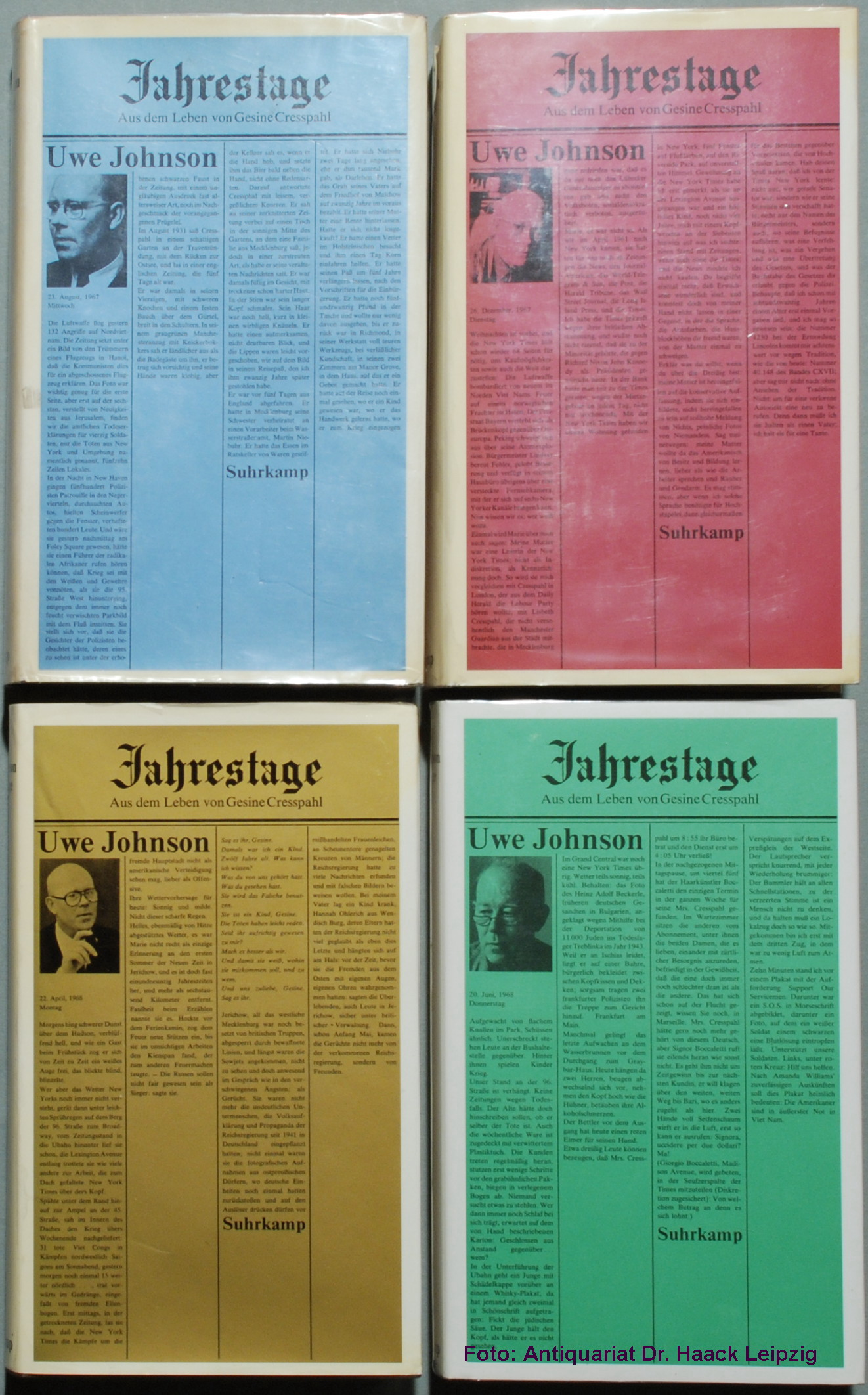
Los cuatro tomos de la edición príncipe de Jahrestage (Suhrkamp, 1970-1983).

- 1959: Mutmassungen über Jakob (Conjeturas sobre Jakob)
- 1961: Das dritte Buch über Achim (El tercer libro sobre Ajim)
- 1965: Zwei Ansichten (Dos opiniones)
- 1966: Berliner Stadtbahn (Una estación de metro berlinesa)
- 1970-1983: Jahrestage: Aus dem Leben von Gesine Cresspahl (Aniversario: Apuntes de la vida de Gesine Cresspahl)
- 1980: Begleitumstände: Frankfurter Vorlesungen (Circunstancias adicionales: Disertaciones sobre Frankfurt)
- 1982: Skizze eines Verunglückten (Apuntes de un accidentado)
- 1985: Ingrid Babendererde
- 1996: Heute Neunzig Jahr (Hoy, 90 años)

## Obras de Uwe Johnson traducidas al español
- El tercer libro sobre Ajim. Traducción de Manuel Vásquez. Buenos Aires: Plaza & Janés Editores, 1962, 333 pp. (Colección Novelistas del Día).
- Dos opiniones. Traducción de María Teresa Vallés. Barcelona: Editorial Seix Barral, 1969, 181 pp. (Colección Biblioteca Formentor).
- Conjeturas sobre Jakob. Traducción, estudio, notas y comentarios del texto por Úrsula Heinze y Ramón Lorenzo. Madrid: Narcea S. A. de Ediciones, 1973, 470 pp. (Colección Bitácora, Biblioteca del Estudiante; 38). ISBN 978-84-277-0173-1
- Dos puntos de vista. Traducción de Iván de los Ríos. Madrid: Errata Naturae editores, 2011, 264 pp. (Colección El Pasaje de los Panoramas). ISBN 978-84-15-21712-1
- Max Frisch (y) Uwe Johnson. Accidente. Traducción de Eva Scheuring. Epílogo de Norbert Mecklenburg. Madrid: Errata Naturae editores, 2013, 112 pp. (Colección El Pasaje de los Panoramas). [Contiene: Apuntes de un accidente de M. Frisch y Apuntes de un accidentado de U. Johnson]. Pueden leerse las primeras páginas aquí ISBN 978-84-15-21732-9

## Otros textos en español
- Cuatro narradores alemanes de hoy: Robert Musil, Wolfgang Borchert, Peter Weiss, Uwe Johnson. Buenos Aires: Editorial Tiempo Contemporáneo, 1968. 116 pp. (Colección Números). [Contiene: Una estación de metro berlinesa (1966) de U. Johnson].
- Bertolt Brecht. Me-Ti. El libro de las mutaciones. Traducción de Nélida Mendilarzu de Machain. Edición de Uwe Johnson. Buenos Aires: Ediciones Nueva Visión, 1969. 156 pp. (Colección Bibliothek Suhrkamp; 28).